# Roy Keane
Roy Maurice Keane (ur. 10 sierpnia 1971 w Corku) – irlandzki trener piłkarski i piłkarz, występujący na pozycji pomocnika, 66-krotny reprezentant kraju, długoletni kapitan reprezentacji Irlandii i Manchesteru United. Zakończył karierę w 2006 roku jako gracz Celtic F.C. Od 23 kwietnia 2009 roku do 5 stycznia 2011 był trenerem Ipswich Town.

## Życiorys
Roy Keane urodził się jako czwarte dziecko Marie i Maurice’a. Ma trzech braci i siostrę. Jego ojciec pracował w firmie produkującej odzież, która została później zlikwidowana.
Dzieciństwo spędził w rodzinnym mieście, mieszkał w dzielnicy Mayfield. Początkowo bardziej niż piłka nożna pasjonował go boks. Próbował swoich sił także w biegach średniodystansowych, ale ostatecznie zdecydował się na futbol. Treningi rozpoczynał w Szkole Mistrzostwa Sportowego Rockmount. Nie został jednak przyjęty do żadnego klubu zawodowego, choć w pewnym momencie zdecydował się nawet na wysłanie listu do wszystkich 92 zespołów w ligach zawodowych. Ostatecznie trafił do półamatorskiej drużyny Cobh Ramblers w 1989 roku.

### Nottingham Forest
20 czerwca 1990 roku podpisał kontrakt z Nottingham Forest F.C., który zapłacił za Keane'a 20 000 funtów. Wiąże się z tym następująca anegdota: mając 14 lat, wysyłał do angielskich klubów prośby o różne pamiątki. Dostał je tylko z Nottingham Forest i podobno to właśnie wpłynęło na przyjęcie oferty tego klubu i tym samym odrzucenie propozycji z Brighton i Tottenhamu. Duży wpływ na transfer miał też ówczesny trener Forest, Brian Clough, który był pewien słuszności sprowadzenia do jednego z najbardziej utytułowanych klubów w Anglii piłkarza półzawodowego.
Keane zadebiutował w Premier League 29 sierpnia w wyjazdowym meczu z Liverpool F.C. W maju 1993 wszystko wskazywało na to, że za 4 miliony funtów odejdzie ze spadającego z ekstraklasy klubu do Blackburn Rovers. Rozmowy na temat indywidualnego kontraktu zakończyły się sukcesem w piątkowy wieczór, ale ponieważ w weekendy biura klubowe były zamknięte, podpisanie umowy odłożono na poniedziałek. Tymczasem w niedzielę do Keane'a zadzwonił Alex Ferguson, menadżer Manchesteru United, któremu Irlandczyk pierwszy raz wpadł w oko w sezonie 1991/1992 w przegranym przez Nottingham 0:1 finale Pucharu Ligi właśnie przeciwko MU. Szkocki trener szybko namówił Keane'a na przejście nie do Blackburn, a do Manchesteru. Kwota odstępnego wyniosła 3,75 miliona funtów, co było wówczas rekordem Wielkiej Brytanii. Ówczesny menadżer Blackburn, Kenny Dalglish, poczuł się zachowaniem Keane'a do tego stopnia dotknięty, że do dziś nie podaje Irlandczykowi ręki.

### Manchester United
W Manchesterze szybko stworzył dobrze rozumiejący się duet z Paulem Incem. W 1997, po zakończeniu kariery przez Francuza Érica Cantonę, Alex Ferguson powierzył mu funkcję kapitana Man Utd. Niedługo potem Keane odniósł kontuzję więzadeł krzyżowych (skutek nieudanego wślizgu na Alfie-Inge Haalandzie), która wyłączyła go z gry na znaczną część sezonu 1997/98. Nieobecność Keane'a miała znaczenie zarówno dla klubu (utrata tytułu mistrzowskiego na rzecz Arsenalu), jak i zespołu narodowego (niepowodzenie w eliminacjach Mundialu 1998).
Po powrocie do wysokiej dyspozycji przyczynił się do kolejnych sukcesów Manchesteru. W 1999 Czerwone Diabły zdobyły mistrzostwo Anglii, Puchar Anglii i Puchar Mistrzów. W półfinale Ligi Mistrzów Keane został ukarany żółtą kartką, która uniemożliwiła mu występ w finale. W 2000 Keane został uznany Piłkarzem Roku w Premiership.
W kwietniu 2001 po raz pierwszy od czasu odniesienia wspomnianej kontuzji zagrał mecz przeciwko drużynie Alfa-Inge Haalanda (wówczas Manchester City) i brutalnie go sfaulował. Został za to ukarany czerwoną kartką. W autobiografii Keane napisał, że żałuje, iż nie potraktował Haalanda jeszcze mocniej, za co został ukarany przez Football Association grzywną i zakazem gry w pięciu meczach. Haaland niedługo potem zakończył karierę. W sierpniu 2002 został zawieszony na trzy mecze i ukarany grzywną za uderzenie łokciem Jasona McAteera. Wywołało to kontrowersje w Anglii, gdyż już przedtem Keane miał w planach poddanie się operacji biodra i okres zawieszenia i tak spędził w szpitalu.
5 lutego 2005 w meczu przeciw Birmingham City zdobył swojego 50. gola w barwach Manchesteru.
Po meczu z Middlesbrough F.C. przegranym 1:4 w wywiadzie dla klubowej stacji telewizyjnej otwarcie skrytykował kilku kolegów z drużyny. Wywiadu ostatecznie nie wyemitowano, ale jego treść przedostała się do opinii publicznej, a kibice Manchesteru United wyrazili swoje poparcie dla słów Irlandczyka.
Gdy ogłosił, że latem 2006 roku opuści Man Utd, Alex Ferguson oznajmił, iż chce, by to Keane został jego następcą na stanowisku trenera United. Wspomniany incydent z krytykowaniem kolegów sprawił jednak, że Ferguson zaczął się wypowiadać o menadżerskiej karierze Keane'a z większą rezerwą.
Keane niespodziewanie opuścił Manchester 18 listopada 2005, będąc w trakcie leczenia kontuzji. Jego ostatnim meczem dla Czerwonych Diabłów był mecz z Liverpool F.C. we wrześniu tego samego roku.

### Celtic FC
15 grudnia, dzień po tym jak informację tę podało BBC, Keane został piłkarzem Celticu. Pierwszego gola w barwach nowego klubu zdobył w lutym 2006 w meczu z Falkirk F.C. wygranym 2:1.
Decyzję o zakończeniu kariery z powodu problemów z kontuzją biodra ogłosił 12 czerwca 2006. Wcześniej, 9 maja 2006, rozegrano mecz pożegnalny Roya Keane'a, w którym wzięły udział drużyny Manchesteru United i Celticu. Spotkanie zakończyło się wynikiem 1:0 dla Man Utd po golu Cristiano Ronaldo. Keane zagrał po jednej połowie w barwach każdej drużyny.

### Kariera trenerska
Sunderland - W sezonie 2006/2007 Keane wywalczył z zespołem Sunderlandu awans do Premier League. W następnym sezonie, zakupił najdroższego szkockiego bramkarza - Craiga Gordona za 9 mln funtów. Podał się do dymisji 4 grudnia 2008 w 15 meczach sezonu 2008/2009 Sunderland odniósł tylko cztery zwycięstwa i w tabeli zajmował trzecie miejsce od końca. 23 kwietnia 2009 roku do 5 stycznia 2011 był trenerem Ipswich Town..

## Kariera reprezentacyjna
- 66 meczów i 9 goli w reprezentacji Irlandii
- debiut w reprezentacji: 22 maja 1991 w meczu przeciw Chile w Santiago (1:1)
- udział w Mistrzostwach Świata 1994; wybrany najlepszym irlandzkim graczem turnieju
- powołany na Mistrzostwa Świata 2002; nie wystąpił z powodu konfliktu z selekcjonerem
- ogłosił zakończenie występów w drużynie narodowej po wykluczeniu z kadry na MŚ 2002; po objęciu stanowiska selekcjonera przez Briana Kerra wrócił do reprezentacji w meczu z Rumunią 25 maja 2004
- ostatecznie zakończył karierę reprezentacyjną 14 października 2005 po tym, jak reprezentacji Irlandii nie udało się zakwalifikować do Mistrzostw Świata 2006